# Lenticulininae
Lenticulininae es una subfamilia de foraminíferos bentónicos de la familia Vaginulinidae, de la superfamilia Nodosarioidea, del suborden Lagenina y del orden Lagenida. Su rango cronoestratigráfico abarca desde el Triásico superior hasta la Actualidad.

## Clasificación
Lenticulininae incluye a los siguientes géneros:
- Cribrolenticulina †
- Cribrorobulina
- Cristellariopsis †
- Dainitella †
- Dimorphina
- Lenticulina
- Lenticulinella †
- Marginulinopsis
- Mesolenticulina
- Neolenticulina
- Percultazonaria
- Pravoslavlevia †
- Pseudosaracenaria †
- Saracenaria
- Siphomarginulina
- Spincterules
- Turkmenella

Otros géneros considerados en Lenticulininae son:
- Antenor, aceptado como Lenticulina
- Clisiphontes, aceptado como Lenticulina
- Cochlea, aceptado como Lenticulina
- Darbyella, aceptado como Laevipeneroplis
- Darbyellina, aceptado como Lenticulina
- Enantiocristellaria, aceptado como Saracenaria
- Eoflabellina, considerado sinónimo posterior de Lenticulina
- Gladiaria, aceptado como Percultazonaria
- Glandulodimorphina, aceptado como Dimorphina
- Herion, aceptado como Lenticulina
- Hydromylina, considerado sinónimo posterior de Lenticulina
- Lampas, aceptado como Lenticulina
- Lenticulites, aceptado como Lenticulina
- Linthuris, aceptado como Lenticulina
- Macrodites, considerado sinónimo posterior de Lenticulina
- Nautilina, considerado sinónimo posterior de Lenticulina
- Oreas, aceptado como Lenticulina
- Patrocles, aceptado como Lenticulina
- Perisphinctina, aceptado como Lenticulina
- Pharamum, aceptado como Lenticulina
- Phonemus, aceptado como Lenticulina
- Rhinocurus, aceptado como Lenticulina
- Robidzhonia, aceptado como Lenticulina
- Robulina, aceptado como Lenticulina
- Robulus, aceptado como Lenticulina
- Scortimus, aceptado como Lenticulina
- Soldania, aceptado como Lenticulina